# Su Excelencia (película)
Su Excelencia es una película de comedia y política mexicana de 1967 dirigida por Miguel M. Delgado y protagonizada por Cantinflas y Sonia Infante. La película contiene un memorable discurso de Cantinflas que critica a los gobernantes del mundo, sobre todo a los regímenes totalitarios, y les exhorta a conseguir la paz y la libertad. La cuarta película de Cantinflas distribuida por Columbia Pictures, fue un éxito de taquilla y se encuentra entre las películas más comercialmente exitosas de Cantinflas, con su estreno en Nueva York, logrando una victoria de taquilla sobre la última película de Charles Chaplin, A Countess from Hong Kong, que se estrenó la misma semana.

## Argumento
Lopitos (Cantinflas) entra en las oficinas de la Embajada de la República de los Cocos, donde ya lo espera una gran cantidad de gente que está en trámites para obtener su visa, pero en vez de atender a las personas ahí presentes, comienza a comer y leer el periódico, mientras la gente comienza a desesperarse.
Pasa la primera persona a completar su papeleo y como es de esperarse, trae todos los documentos requeridos para el trámite de su visa, sin embargo Lopitos le pide que haga una próxima visita con un documento más. En ese momento Lopitos es llamado a la oficina del embajador.
Se presenta el embajador, quien a través de diálogos, lo muestran como alguien que no es competente para dirigir una embajada, pero tiene un consejero que siempre lo ayuda a entender el mundo de la política, quienes le explican con manzanas, más específicamente con cigarrillos las divisiones políticas.
El llamado del embajador solo es para pedirle a Lopitos para que vaya por sus hijos a la escuela y que pase a la aduana por la comida y bebida que ofrecerá en una próxima cena y por una valija diplomática.
Lopitos y Templado se dirigen a la aduana para recoger lo que el embajador le ha pedido, no sin antes ver si al General, se le ofrece algo, quien les pide que le lleven soldados de juguete. Después van con el almirante Aguado, para hacerle la misma pregunta que al general.
Se presenta el ministro de Relaciones Exteriores con el primer ministro, quien le comenta sobre la cena que se llevará a cabo en la Embajada de los Cocos, el ministro de Relaciones Exteriores, le comenta que se lleva bien con el consejero, el ministro le pregunta que si es verdad que el ministro busca obtener próximamente la presidencia de su país, pues de ser así, favorecería mucho a sus asuntos de interés, así que le encarga que los ponga de su lado de la política, si el embajador llegara aceptar la propuesta, ellos lo apoyarían para llegar a ser presidente y lo llenarían de todos los pedidos que busque tener, si el embajador se llegara a negar, el ministro de Relaciones Exteriores estaría en riesgo de perder su trabajo.
El embajador se encuentra en una disyuntiva, pues en su cena hay solamente trece personas, lo cual no le augura nada bueno. Para solucionar el problema, el embajador pide invitar al canciller Lopitos, ante lo que el consejero no se encuentra muy convencido, pues cree que podría comprometer a la embajada, pero el embajador mantiene firme su decisión.
Llega el día de la cena y desfilan personalidades políticas de varios países del mundo; durante la misma, le llega un telegrama al embajador, el cual le muestra al general, quien lee en voz alta lo que dicta el telegrama: el ejército de la República de los Cocos ha derrocado al general Godínez y ha tomado posesión del poder para convocar nuevas elecciones, esto implica que el general ahora es el embajador ante el gobierno de Pepeslavia, por lo que el anterior embajador será enviado de vuelta a su país.
Después del brindis, llega un nuevo telegrama donde nuevamente se avisa que se ha destituido el nuevo gobierno de la República de Los Cocos por parte del ejército, por lo que nuevamente se cambia de Embajador y el que ahora toma el puesto es el Almirante.
No pasa el segundo tiempo de la cena cuando llega un nuevo telegrama, ahora es el turno de Lopitos de leer el telegrama, en el que se informa que se ha derrocado nuevamente el gobierno, esta vez quien gobierna, es el padrino de Lopitos y quien lo nombra como Embajador en Pepeslavia.
Lopitos da un pequeño discurso de cómo será su mandato como nuevo Embajador y por el gobierno en turno, liderado por el padrino de Lopitos.
El embajador de Relaciones Exteriores, comienza su jugada, para unir fuerzas con la Embajada de la República de los Cocos.
El ministro y el embajador de Relaciones Exteriores comienzan a confabular como corromper a Lopitos para que los favorezca en la política, y tienen idea por donde llegarle, pues saben que Lopitos está enamorado de Lolita.
Templado entra en la oficina de Lopitos, quien va a confirmar la presentación de credenciales será el jueves siguiente y aclarar todos los detalles con respecto a dicha presentación.
El primer ministro de Pepeslavia le presenta una foto de Lopitos a una de sus agentes secretas, para que lo seduzca y haga que se sume a los intereses políticos del primer ministro.
Es el día de la presentación de credenciales de Lopitos en donde mutuamente se condecoran.
El embajador de Dolaronia le hace una visita a Lopitos y le advierte que se acerca la asamblea donde las grandes potencias, estarán disputándose sus votos, pero todos ahí están al pendiente de lo que hablarán, pues hasta ha sido colocado un micrófono para escuchar sus planes.
En la recepción de la asamblea, los embajadores de las dos fuerzas políticas, los colorados y los verdes, se interesan por llamar la atención de Lopitos, pero llega el embajador de Zambombia, quien salva a Lopitos y comentan cómo es que los embajadores de las potencias se encuentran en gran disputa para obtener las preferencias políticas de los pequeños países.
En ese momento el embajador de Relaciones Exteriores presenta a “su sobrina” Tania a todos los embajadores, entre ellos Lopitos; Tania invita a Lopitos a bailar y comienza su trabajo de seducción.
Por otro lado, se muestra a Lolita, quien ya está enamorada de Lopitos, y los celos también vienen con el enamoramiento, pues ya sabe de la mujer que últimamente está detrás de Lopitos, quien no duda que esa mujer (Tania) no lo quiere sino por el lugar que ocupa en la embajada.
En ese momento se encuentra con Templado, quien le dice que tiene conocimientos en arqueología, motivo por el cual Tania está tan interesada en Lopitos, Lolita ha encontrado la manera de alejar a Tania del hombre del que está enamorada.
El primer ministro reprende a Tania por no cumplir con el deber que le habían encomendado, ella se justifica diciendo que es feliz con lo que está haciendo, ya que le recuerda a la familia que perdió cuando era aún muy pequeña.
Comienza la Magna Asamblea Internacional y en ella se encuentran todos los representantes de los países, donde se escucharán los diferentes puntos de vista de los oradores, quienes pronuncian diversas situaciones en las que sus respectivas naciones han, crecido, han avanzado, pero también han caído y han sido divididas; se apela a la unión y algunas naciones mencionan algunas formas de combatir los problemas dependiendo desde el punto de vista de cada nación.
Esto sin duda es un recuento y una crítica de lo que cada nación ha hecho a lo largo de la historia, tomando decisiones que sólo favorecen a unos cuantos.
Llega el momento de que Lopitos, pasa al estrado a exponer sus puntos de vista. Lopitos habla sobre cómo los hombres se enfrentan a los hombres, también hace alusión a la democracia; menciona que no es su deber tomar una decisión que pertenece a muchas personas más, hace un llamado a la libertad, a la igualdad y al respeto; que se practique el apoyo y el reconocimiento a cada nación por igual.
Al final, Lopitos recibe los aplausos de todos los presentes y se retira, Lolita lo alcanza y se van caminando tomados del brazo durante la noche.

## Reparto
- Mario Moreno "Cantinflas" como López «Lopitos», anterior canciller y embajador de Los Cocos.
- Sonia Infante como Lolita, secretaria de la Embajada de Los Cocos.
- Guillermo Zetina como Licenciado Don Tirso de la Pompa y Pompa, consejero de la Embajada de Los Cocos.
- Tito Junco como General León Balarraza, agregado militar de la Embajada de Los Cocos.
- Miguel Manzano como Don Serafín Templado, secretario principal de la Embajada de Los Cocos.
- José Gálvez como Osky Popovsky, primer ministro de Pepeslavia.
- Víctor Alcocer como Almirante Neptuno Aguado, agregado naval de la Embajada de Los Cocos.
- Maura Monti como Tania Mangovna, Agente KGT 007 de Pepeslavia.
- Jack Kelly como Embajador de Dolaronia.
- Eduardo Alcaraz como Don Salustio Menchaca, anterior embajador de Los Cocos.
- Fernando Wagner como representante de Salchichonia.
- Carlos Riquelme como Presidente de Pepeslavia.
- Quintín Bulnes como Petrovsky, mayordomo.
- Eduardo MacGregor como Vasily Vasilov, ministro de relaciones exteriores de Pepeslavia.
- Luis Manuel Pelayo como Director de protocolo.
- Fernando Mendoza como Comisario.
- Antonio Medellín como Embajador de Karamba.
- Alberto Galán como Secretario general.
- Alberto Catalá como Portero.
- Ricardo Adalid como Portero de asamblea (no acreditado)
- Daniel Arroyo como Espectador en asamblea (no acreditado)
- Victorio Blanco como Don Milos Popovich (no acreditado)
- Queta Carrasco como Invitada a recepción (no acreditada)
- Jorge Casanova como Secretario (no acreditado)
- Farnesio de Bernal como representante de Asamblea (no acreditado)
- Gerardo del Castillo como Embajador de Tequesquite (no acreditado)
- Victor Eberg como Comisario en cena (no acreditado)
- Pedro Elviro como Comisario en cena (no acreditado)
- Enrique García Álvarez como Invitado a recepción (no acreditado)
- Aarón Hernán como Representante de Bolognia (no acreditado)
- Velia Lupercio como Invitada a recepción (no acreditada)
- Rubén Márquez  como Comisario en cena (no acreditado)
- Manuel Trejo Morales como Invitado a recepción (no acreditado)
- Fernando Yapur como Comisario en cena (no acreditado)
- Manuel Zozaya como Invitado a recepción (no acreditado)

## Recepción
Los connotaciones políticas de la película y el discurso del personaje de Cantinflas al final de la misma han sido objeto de análisis por parte de bibliógrafos de Cantinflas. En Cantinflas and the Chaos of Mexican Modernity, el profesor Jeffrey M. Pilcher argumentó que a pesar de que el personaje de Cantinflas «se negó al final a emitir su voto por cualquiera de las partes y pasó quince minutos completos arengando a las potencias rivales en nombre de la paz mundial, perdió sin embargo el alto terreno moral de la no alineación a través de su flagrante anticomunismo», en referencia al argumento de la película sobre las maquinaciones de Pepeslavia (un análogo de la Unión Soviética) para obtener el voto de su personaje. Pilcher también encontró la trama secundaria sobre Pepeslavia asignando a una atractiva agente secreta para seducir al personaje de Cantinflas «un giro extraño de la trama», señalando que la película se hizo menos de un año después de la muerte de la esposa rusa de Cantinflas. En su Concise Encyclopedia of Mexico, Michael Werner enumeró la película entre las de la filmografía posterior de Cantinflas (a partir de El analfabeto en adelante) que eran «sermoneadoras, tediosas y sin humor». En Looking for Mexico: Modern Visual Culture and National Identity, John Mraz fue más crítico; compartiendo conclusiones similares a las de Werner, pero también agregando que el discurso final mostraba para él que «su arrogancia [la de Cantinflas] era ilimitada» y que se estaba «tomando a sí mismo muy en serio».